# Dovrefjell
Dovrefjell és una serra situada al centre de Noruega, que forma una frontera natural entre Østlandet i Trøndelag, l'àrea del voltant de Trondheim. Està situada als comtats d'Oppland, Sør-Trøndelag i Møre og Romsdal. És part dels Alps Escandinaus. 

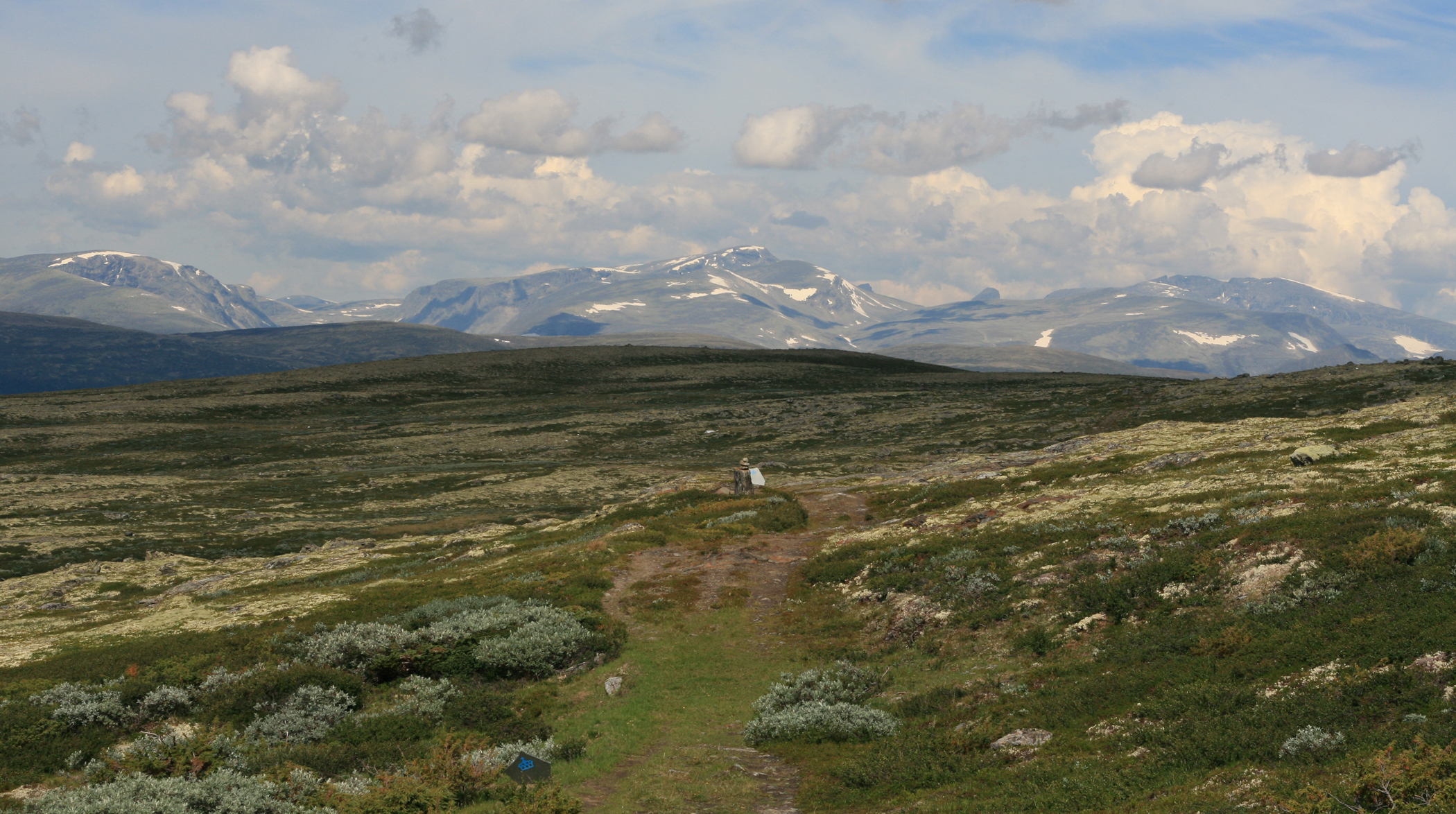
Les praderies són habituals a les parts més amunt de la línia dels arbres. A la foto, l'històric camí de pelegrinatge Pilgrimsleden.

La principal carretera E06 travessa pel nord aquesta serralada. La carretera és oberta tot l'any, però és en rares ocasions s'ha hagut de tancar períodes curts per mal temps d'hivern, com ara gran nevades o fortes glaçades.
L'hàbitat natural de moltes plantes i animals rars, es va convertir en el Parc Nacional de Dovrefjell–Sunndalsfjella, en diverses etapes a partir del 1911, quan algunes plantes van ser posades sota protecció. Aquest parc ha anat creixent des del 1974 fins a cobrir gran part de la serralada l'any 2002. Juntament amb l'àrea del cim de Rondeslottet, aquesta serralada té l'últim grup de rens salvatges de Noruega i Europa d'origen beríngià. La serralada també compta amb un estoc de bous mesquers, importats de la Groenlàndia oriental l'any 1932. Actualment, Dovrefjell està protegit gairebé completament amb dos parcs nacionals:
- El Parc Nacional de Dovrefjell-Sunndalsfjella, creat el 2002, que abasta gran part del parc nacional anterior. Ocupa gran part de la serralada.
- El Parc Nacional de Dovre, creat el 2003, que connecta els parc nacional de Dovrefjell-Sunndalsfjella amb el de Rondane.

La muntanya més alta de la serralada és el pic de Snøhetta, de 2,286 metres sobre el nivell del mar. El riu Driva, que transcorre de nord a través del municipi d'Oppdal, neix en aquesta serralada.